# 힐링 클래식
힐링 클래식은 KBS 3라디오, KBS 클래식FM에서 방송했던 클래식 전문 라디오 프로그램이다. DJ는 김강하이다.

## 진행자
- 김강하 : 2015년 1월 1일 ~ 2016년 5월 8일

| KBS 3라디오         |                   |                      |
| 이전                | 힐링 클래식       | 다음                 |
| 내일은 푸른하늘     | 힐링 클래식       | 사랑의 책방 (재방송) |
| 저녁 6시 ~ 저녁 7시 | 저녁 7시 ~ 밤 8시 | 밤 8시 ~ 밤 9시      |
|                     |                   |                      |

| KBS 클래식FM 평일 프로그램 |                    |                     |
| 이전                       | 힐링 클래식        | 다음                |
| 당신의 밤과 음악           | 힐링 클래식        | 밤처럼 고요하게     |
| 밤 10시 ~ 밤 12시          | 밤 12시 ~ 새벽 1시 | 새벽 1시 ~ 새벽 3시 |
| 전국방송                   | 전국방송           | 전국방송            |